# Thor (Schiff, 1920)
Das Küstenwachschiff Thor (in isländischer Schreibweise: Þór), auch als Gamli Þór (Alte Thor) oder Thor I bezeichnet, war das erste Schiff der isländischen Küstenwache. Der Namensgeber Thor ist ein Gott der nordischen Mythologie.

## Geschichte
Die Thor war zunächst ab 1920 ein Rettungsschiff der Rettungsgesellschaft der Westmänner-Inseln. Die volle Übernahme dieses Schiffes durch die isländische Regierung am 1. Juli 1926 war gleichzeitig die Geburtsstunde der isländischen Küstenwache. Schon seit 1922 wurde die Thor von der isländischen Regierung in Kooperation mit den Westmänner-Inseln auch für Patrouillen eingesetzt. 1924 wurde auf dem Schiff eine 47-mm-Kanone installiert, nachdem sich gezeigt hatte, dass ausländische Kapitäne nicht bereit waren, den Weisungen eines unbewaffneten Schiffes zu folgen.
Die Thor strandete im Jahr 1929 in Húnaflói.
Die isländische Küstenwache betrieb schon vier Schiffe mit Namen Thor. Auf das hier beschriebene Schiff folgten die zweite Thor ab 1930, das dritte gleichnamige Schiff 1951 und schließlich die vierte Thor ab 2011.